# جي بي دي فورميس 2010
جي بي دي فورميس 2010 (بالفرنسية: Grand Prix de Fourmies 2010)‏ هو سباق دراجات هوائية، وهو الموسم رقم 78 من السباق، وأقيم في 12 سبتمبر 2010، وامتدّ لمسافة 205 كيلومتر، وهو أحد سباقات طواف أوروبا للدراجات 2009–10، وهو من نوع سباق يوم واحد، وقد شارك في السباق 110 متسابقاً ووصل إلى نهايته 110 متسابقاً.
فاز فيه بالمركز الأول رومان فيلو، وبالمركز الثاني Davide Appollonio ‏، وبالمركز الثالث كيني ديهاس.

## التصنيف العام النهائي
| \| التصنيف العام \| التصنيف العام \| التصنيف العام \| التصنيف العام \| التصنيف العام \| \| العداء \| العداء \| الفريق \| الوقت \| \| \| ------------- \| ------------------------------ \| ----------------------------- \| ------------- \| ------------- \| \| 1 \| رومان فيلو \| Vacansoleil–DCM [الإنجليزية]‏ \| \| \| \| 2 \| Davide Appollonio [الإنجليزية]‏ \| Cervélo TestTeam [الإنجليزية]‏ \| \| \| \| 3 \| كيني ديهاس \| Omega Pharma-Lotto \| \| \| |                    |                    |       |  |
| |                    |                    |       |  |
| مصادر: ProCyclingStats Cycling Archives |                    |                    |       |  |
| التصنيف العام |                    |                    |       |  |
| العداء | العداء             | الفريق             | الوقت |  |
| 1 | رومان فيلو         | Vacansoleil–DCM ‏   |       |  |
| 2 | Davide Appollonio ‏ | Cervélo TestTeam ‏  |       |  |
| 3 | كيني ديهاس         | Omega Pharma-Lotto |       |  |

## وصلات خارجية
- لمحة عن سباق جي بي دي فورميس 2010 على موقع  ProCyclingStats   (برو  سايكلنج  ستاتس) - إحصاءات  محترفي  الدراجات.
- جي بي دي فورميس 2010 على موقع إحصائيات الدراجات الإحترافية (الإنجليزية)
- جي بي دي فورميس 2010 في موقع Cycling Archives سايكلنج أركايفز